# How to understand a Maqam
|  | Denne artikel er oprettet af botten Steenthbot ud fra en ekstern database. Den kan derfor have sproglige fejl eller mangler. Denne skabelon kan fjernes efter kontrol af indholdet. |

How to understand a Maqam er en dansk dokumentarfilm fra 2023 instrueret af Emil Nørgaard Munk.

## Handling
En filminstruktør rejser til Egyptens ørken. Han skal dokumentere et møde imellem en gruppe komponister og deres proces med at skrive musik i krydsfeltet mellem vestlig avantgarde og arabisk Maqam-tradition.
Hurtigt indser han dog, at han ikke forstår projektet. Strandet i ørkenen, kæmper han for at finde en måde at indfange musikkens kompleksitet. Men der er noget i landskaberne omkring ham, der får nutid og fortid til at kollapse til en tidløs rejse ind og ud af oldtidens bygninger, blandt uddøde arter og fortidige civilisationer.